# Maison de Josif Šojat à Belgrade
La maison de Josif Šojat à Belgrade (en serbe cyrillique : Кућа Јосифа Шојата у Београду ; en serbe latin : Kuća Josifa Šojata u Beogradu) est située à Belgrade, la capitale de la Serbie, dans la municipalité urbaine de Vračar. Elle est inscrite sur la liste des monuments culturels protégés de la république de Serbie et sur la liste des biens culturels de la ville de Belgrade (identifiant no SK 2229),.

## Présentation
La maison, située 33 rue Kralja Milutina, a été construite en 1926-1927, selon un projet de Milan Zloković.
L'architecte a utilisé une un style éclectique pour créer une structure modernisée, avec des éléments stylistiques qui rappellent les palais de la Renaissance italienne et d'autres éléments empruntés au baroque et au maniérisme.
Le bâtiment est constitué d'un rez-de-chaussée et de quatre étages, dont le dernier prend la forme d'une loggia avec trois ouvertures cintrées. La décoration de la façade est complétée par des reliefs dus à Živojin Lukić et d'une fresque allégorique due à Mladen Josić située dans la zone supérieure de la façade.
La maison de Josif Šojat illustre clairement le style de Zloković, juste avant son passage de l'historicisme au modernisme. 